# Бадя, Йоана
Йоана Бадя (рум. Ioana Badea; род. 22 марта 1964, Odobești, Дымбовица) — румынская гребчиха, выступавшая за сборную Румынии по академической гребле в середине 1980-х годов. Чемпионка летних Олимпийских игр в Лос-Анджелесе, победительница и призёрка регат национального значения.

## Биография
Йоана Бадя родилась 22 марта 1964 года в городе Одобешти, жудец Вранча, Румыния.
Занималась академической греблей в Бухаресте в столичном гребном клубе «Стяуа».
Дебютировала в гребле на взрослом международном уровне в сезоне 1983 года, когда вошла в основной состав румынской национальной сборной и выступила на чемпионате мира в Дуйсбурге, где в зачёте распашных рулевых восьмёрок заняла итоговое пятое место — отстала от победившей команды Советского Союза более чем на семь секунд.
Благодаря череде удачных выступлений удостоилась права защищать честь страны на летних Олимпийских играх 1984 года в Лос-Анджелесе (будучи страной социалистического лагеря, формально Румыния бойкотировала эти соревнования по политическим причинам, однако румынским спортсменам всё же разрешили выступить на Играх частным порядком). В составе четырёхместного экипажа, куда также вошли гребчихи Маричика Цэран, Анишоара Сорохан, София Корбан и рулевая Екатерина Оанча, в финале Бадя обошла всех своих соперниц, в том числе более чем на секунду опередила ближайших преследовательниц из Соединённых Штатов, и тем самым завоевала золотую олимпийскую медаль.
После лос-анджелесской Олимпиады Йоана Бадя больше не показывала сколько-нибудь значимых результатов в академической гребле на международной арене.
В 1990 году переехала на постоянное жительство во Францию.
В 2004 году награждена орденом «За спортивные заслуги» I степени.